# 臧宮
臧 宮（ぞう きゅう、? - 58年）は、後漢の武将。字は君翁（くんおう）。潁川郡郟県（河南省郟県）の人（『後漢書』列伝8・本伝）。光武帝の功臣であり、「雲台二十八将」の14位に序せられる（『後漢書』列伝12）。

## 略歴
| 姓名           | 臧宮 |
| 時代           | 新代 - 後漢時代 |
| 生没年         | 生年不詳 - 58年（永平1年） |
| 字・別号       | 君翁（字） |
| 本貫・出身地等 | 豫州潁川郡郟県 |
| 職官           | 亭長〔新〕→校尉〔王常〕 →偏将軍〔劉秀〕→侍中兼騎都尉〔後漢〕 →輔威将軍〔後漢〕→広漢太守〔後漢〕 →太中大夫〔後漢〕→城門校尉〔後漢〕 →左中郎将〔後漢〕 |
| 爵位・号等     | 成安侯〔後漢〕→期思侯〔後漢〕 →酇侯〔後漢〕→朗陵侯〔後漢〕 →朗陵愍侯〔没後〕                                                                         |
| 陣営・所属等   | 王常→更始帝→光武帝→明帝 |
| 家族・一族     | 子：臧信 |

若くして県の亭長となり、後に賓客を率いて下江の兵の中に入り校尉となった。下江の兵は劉縯の説得により漢兵と連合し、臧宮は劉秀に従いて征戦した。河北に至ると、偏将軍と為った。劉秀に従いて、郡賊を破り、しばしば敵陣を落す功があった。
建武元年（25年）、光武帝は即位し、臧宮を侍中・騎都尉と為した。建武2年（26年）、列侯に封じられた。
建武3年（27年）、光武帝の鄧奉親征に従いて、突騎を率いて祭遵と共に、更始帝の将の左防・韋顔を涅陽・酈に破った。岑彭に従いて鄧奉を小長安に追った。光武帝は、岑彭をして傅俊・臧宮・劉宏らを率いさせ時の群雄の一人の秦豊を撃たせた。臧宮は、兵を率いて江夏を攻略し、代郷・鍾武・竹里を撃って皆な下した。輔威将軍を拝した。
建武7年（31年）、臧宮は梁都・済陰を撃ちて平げた。
建武11年（35年）春、公孫述討伐のため、臧宮は岑彭・大司馬呉漢・劉隆・劉歆（劉植の従兄弟）と共に兵を発し、輸送のための船頭を徴発し、荊門に集結する。荊門は征南大将軍岑彭に任せられた故、臧宮も岑彭に従った。荊門を破り、垂鵲山に至り、遂には江州に至った。岑彭は巴郡を下し、降兵5万を臧宮に預け、平曲に上らせ、自らは電撃戦を敢行する。臧宮は平曲に守り、遂には公孫述の将の延岑を挫く。岑彭は公孫述の刺客に倒れ、全軍は呉漢に引き継がれた。臧宮が平陽郷に至れば、公孫述の将の王元は降り、更に進軍し、綿竹を落し、涪城を破り、公孫述の弟の公孫恢を斬り、更に攻めて繁、郫を降した。遂には呉漢と共に公孫述を滅ぼした。光武帝は蜀が定まれば、臧宮を広漢太守と為した。
建武15年（39年）、召されて、京師に帰り、列侯を持って朝請を奉じ、定めて朗陵侯に封ぜられた。建武18年（42年）、太中大夫を拝した。
建武19年（43年）、妖しげな巫（かんなぎ）の弟子たちが妖言を用いて集合し、原武城に入り、自ら将軍と号した。光武帝は、これに対して臧宮らを遣わしてこれを囲ませ、攻めるも落ちない。ここで臧宮は、光武帝より東海王劉陽（後の明帝）の策を受け、遂に賊を平らげた。
永平元年（58年）、卒す。諡は愍侯。

## 人柄・逸話

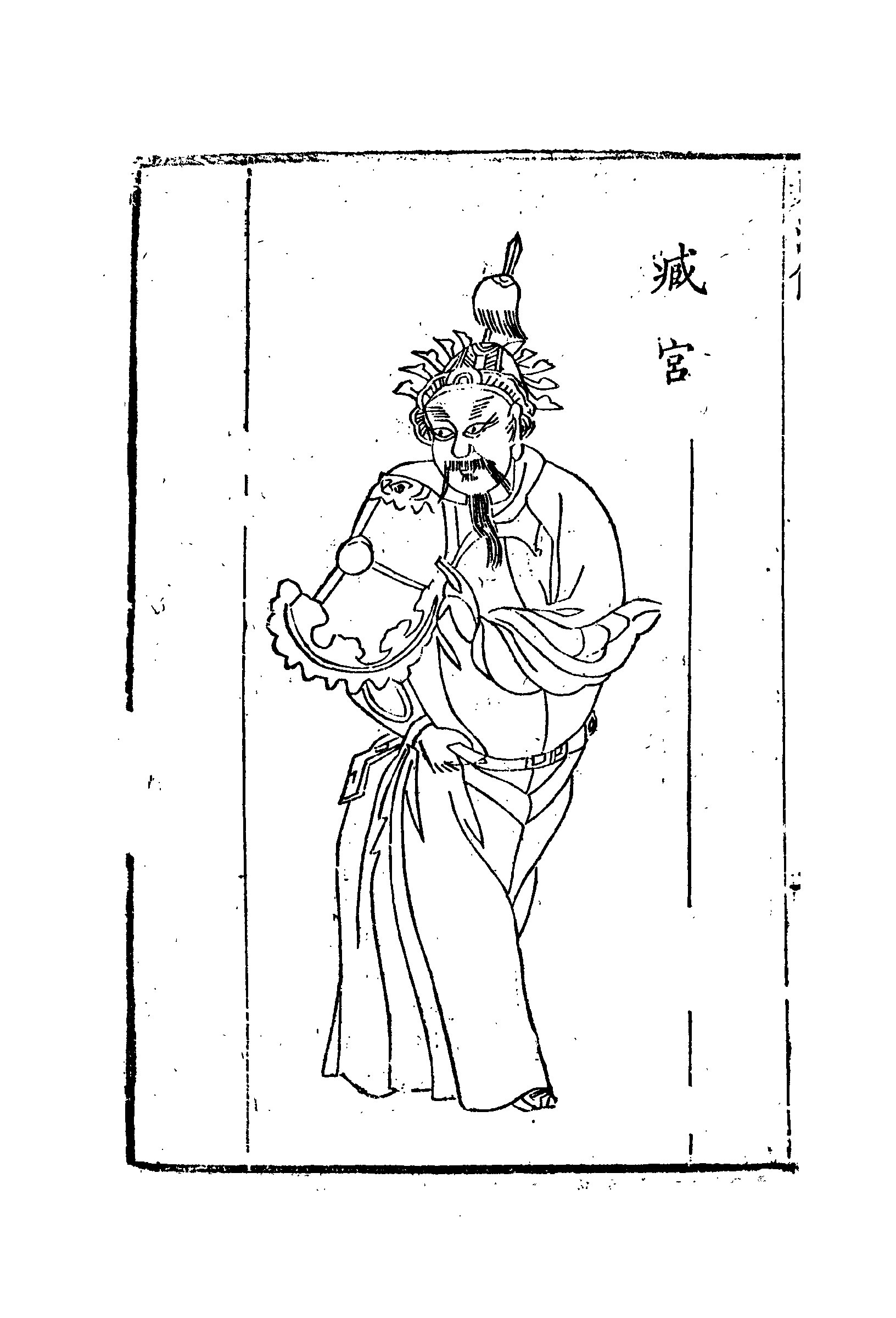
臧宮

- 諸将からその勇を称され、劉秀は勤勉で寡黙であるのを察して、甚だ親しんだ。
- 寡兵で、駱越に至りし時、周囲がまだなじまない時に、夜中に城門の敷居を斬らせて、夜中に何度も車を通らせることで、あたかも大兵があるが如く聞こえさせ、駱越人を帰順させた。
- 好戦的な武将であり、匈奴が飢饉と疫病に襲われた時、光武帝に方策を訊かれて、「兵を率いて功を為さん」と答え、光武帝に「常勝将軍とは計略を共に出来ず、我もそれを考える」と言われている。また馬武と共に匈奴を撃つ建策を上書している。しかし光武帝は国を傾けるかもしれない行為であり、寧ろ民を回復させる方が大事だと、それを採用することは無かった。